# Bureau d'études Luch
Pour les articles homonymes, voir Luch.
Le bureau d'études Luch (ukrainien : Державне Київське конструкторське бюро « Луч »), situé à Kiev, en Ukraine, est un important développeur ukrainien de composants pour l'industrie de la défense.
La société travaille en étroite collaboration avec la société holding Artem, également située à Kiev. Artem est le principal fabricant des modèles développés par le bureau d'études Luch.
La société a été créée en Ukraine en 1965 et est rapidement devenue l'un des principaux développeurs soviétiques de systèmes de contrôle automatisés et de systèmes de diagnostic dans l'ingénierie aéronautique.